# Rumturisme
Rumturisme er et forholdsvist nyt begreb, der beskriver fænomenet turisme i rummet. Indtil videre er ordningen, at turisterne selv betaler alle omkostningerne, hvilket i praksis betyder, at kun meget få og velhavende personer benytter muligheden og udelukkende Space Adventures har udbudt rejserne. På trods af priser på ca. 20 millioner $ per billet er der udsolgt frem til 2009
Ultimo 2009 har i alt syv personer været rumturister. De har alle besøgt Den Internationale Rumstation med russiske Sojuzfartøjer:
| Navn              | Nationalitet           | Periode                      |
| ----------------- | ---------------------- | ---------------------------- |
| Dennis Tito       | amerikansk             | 28. april – 6. maj 2001      |
| Mark Shuttleworth | / sydafrikansk/britisk | 25. april – 5. maj 2002      |
| Gregory Olsen     | amerikansk             | 1. – 11. oktober 2005        |
| Anousheh Ansari   | / iransk/amerikansk    | 18. – 29. september 2006     |
| Charles Simonyi   | / ungarsk/amerikansk   | 7. – 21. april 2007          |
| Richard Garriott  | amerikansk             | 12. – 23. oktober 2008       |
| Charles Simonyi   | / ungarsk/amerikansk   | 26. marts – 8. april 2009    |
| Guy Laliberté     | canadisk               | 30. september – oktober 2009 |

Iransk-amerikanske Anousheh Ansari er den første kvindelige rumturist. Charles Simonyi er den 7´vende betalende rumturist der besøger ISS, og den første
rumturist der har været i rummet 2 gange. 
Udover at have råd til at betale rejsen, så skal personerne gennemgå et grundigt lægecheck, der skal sikre, at de er fysisk rustede til at klare rejsen. Dette var årsagen til, at japanske Daisuke Enomotos besøg blev aflyst. Han skulle oprindeligt have været opsendt i september 2006.

## Virgin Galactic
Virgin Galactic vil  for 20.000 $ sende rumturister op i 100 km højde med 2 minutters vægtløshed i parabolbaner med Spaceship Two. 
Michael Melvill var egentlig den første kommercielle astronaut, men da han samtidig fungerede som testpilot var han ikke decideret rumturist.